# Либеральный легализм
В политике и законодательстве либеральный легализм — убеждение, что политика должна быть ограничена правовыми конституционными границами. Британский учёный-конституционалист Адам Томкинс назвал либеральный легализм правовым конституционализмом, который встречается в США и Германии, в отличие от политического конституционализма, более типичного для Британии. В своей книге Our Republican Constitution Томкинс утверждает, что британская система управления, в которой парламент контролирует правительство, обеспечивает лучший контроль за исполнительной властью, чем система, подобная той, что применяется в Соединённых Штатах, где для контроля исполнительной власти используются суды и законы.
Американский судья Мартин Локлин утверждает, что цель либерального легализма состоит в том, чтобы «ограничить политику смирительной рубашкой права». Томкинс утверждает, что суды и конституции плохо контролируют исполнительную и законодательную власть, так как приходится ждать, пока судебные решения не пройдут все инстанции, прежде чем смогут действовать; поскольку суд обычно действует медленно, этот процесс может занять годы, даже десятилетия. Томкинс предпочитает парламентскую систему, подобную британской, как «более подходящую и более эффективную» для сдерживания правительства, и видит недостатки в американской системе контроля исполнительной власти судом.
Противники либерального легализма часто приводят примеры того, как лидеры игнорируют или преодолевают правовые ограничения для получения политической выгоды, как было с президентами Джорджем Бушем-младшим и Бараком Обамой, игнорировавшими Закон о военных полномочиях.